# بخش گرین (شهرستان اشلند، اوهایو)
بخش گرین (به انگلیسی: Green Township) یک منطقهٔ مسکونی در ایالات متحده آمریکا است که در شهرستان اشلند، اوهایو واقع شده‌است.
 بخش گرین ۹۷٫۴ کیلومتر مربع مساحت و ۳٬۹۵۱ نفر جمعیت دارد و ۲۹۱ متر بالاتر از سطح دریا واقع شده‌است.